# Setina wolfsbergeri
Setina wolfsbergeri là một loài bướm đêm thuộc phân họ Arctiinae, họ Erebidae.